# سيليا باول
سيليا باول (بالإنجليزية: Celia Paul)‏ هي رسامة بريطانية، ولدت في 1959.

## روابط خارجية
- سيليا باول على موقع IMDb (الإنجليزية)